# FK Oktan Perm
FK Oktan Perm (rusky: Футбольный клуб «Октан» Пермь) byl ruský fotbalový klub sídlící ve městě Perm. Klub byl založen v roce 1958, zanikl v roce 2014 díky své finanční situaci.

## Historické názvy
- 1958 – Neftjanik Perm
- 1990 – Neftechimik Perm
- 1996 – Oktan Perm

## Poslední soupiska
| Číslo |       | Pozice | Hráč                |
| ----- | ----- | ------ | ------------------- |
|       | Rusko | B      | Andrej Danilov      |
|       | Rusko | B      | Maksim Šumailov     |
|       | Rusko | O      | Vladimir Bartasevič |
|       | Rusko | O      | Oleg Boldačev       |
|       | Rusko | O      | Dmitri Goldobin     |
|       | Rusko | O      | Artjom Gordejev     |
|       | Rusko | O      | Jevgeni Sitnikov    |
|       | Rusko | O      | Jevgeni Syrkov      |
|       | Rusko | Z      | Andrej Bykov        |
|       | Rusko | Z      | Aleksandr Pantsyrev |

| Číslo |       | Pozice | Hráč                |
| ----- | ----- | ------ | ------------------- |
|       | Rusko | Z      | Pavel Pečjonkin     |
|       | Rusko | Z      | Anton Romanenko     |
|       | Rusko | Z      | Aleksej Vologžanin  |
|       | Rusko | Ú      | Maksim Filippov     |
|       | Rusko | Ú      | Viktor Karpuchin    |
|       | Rusko | Ú      | Aleksej Maslennikov |
|       | Rusko | Ú      | Igor Maslennikov    |
|       | Rusko | Ú      | Konstantin Nizovcev |
|       | Rusko | Ú      | Timofej Sirotin     |